# Uitweg
Uitweg is een plaats in de gemeente Lopik, in de Nederlandse provincie Utrecht. Het dorp ligt op de rechteroever van de Lek. Het is ontstaan langs de weg die de  Lopikerwetering/Enge IJssel verbindt met de Lekdijk. 
Uitweg wordt als plaats pas sinds de jaren '70 vermeldt op topografische kaarten. 

## Bezienswaardigheden
- Het wiel van Uitweg, dat is ontstaan bij een dijkdoorbraak op 23 maart 1751.

## Media

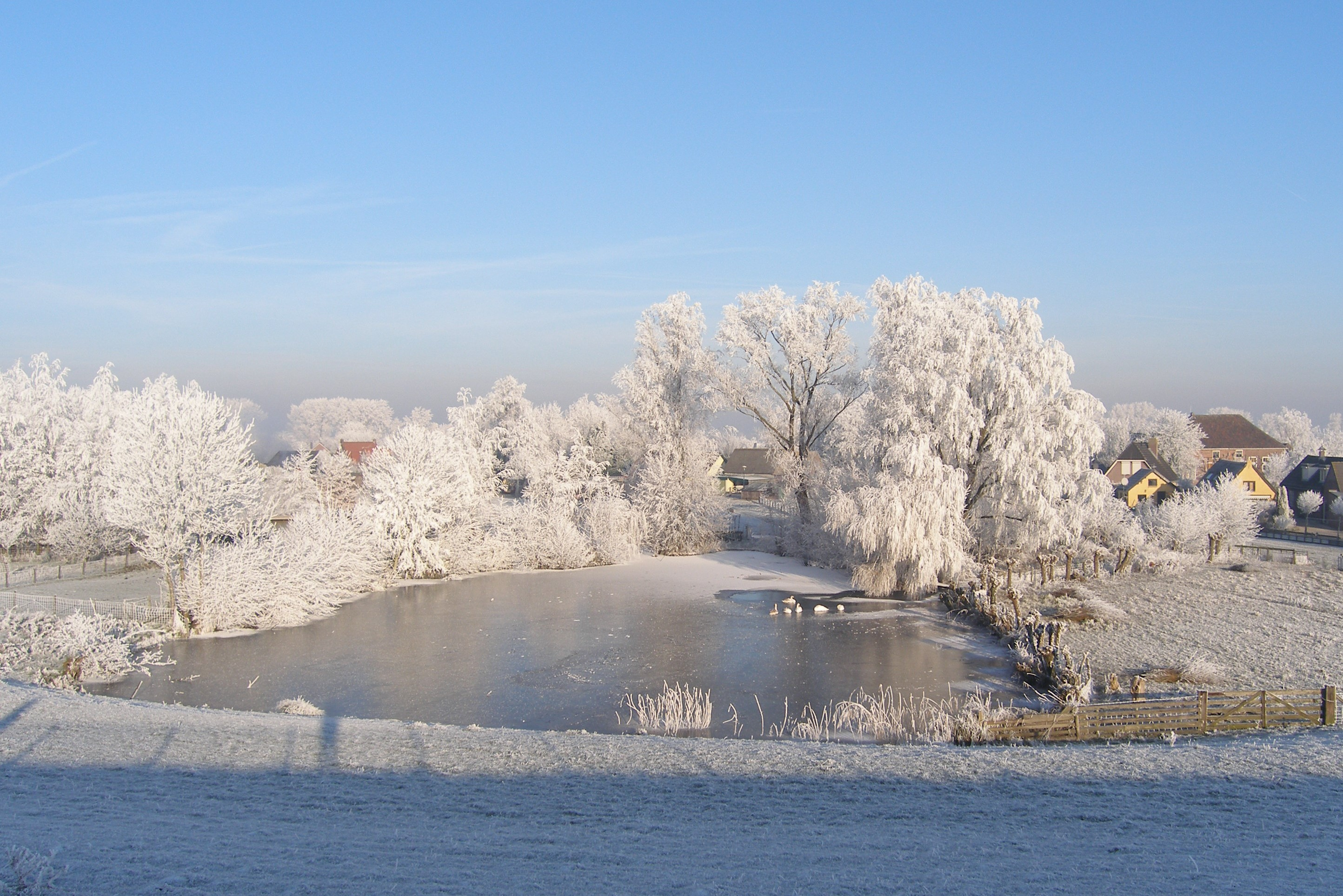
Het wiel van Uitweg in de winter
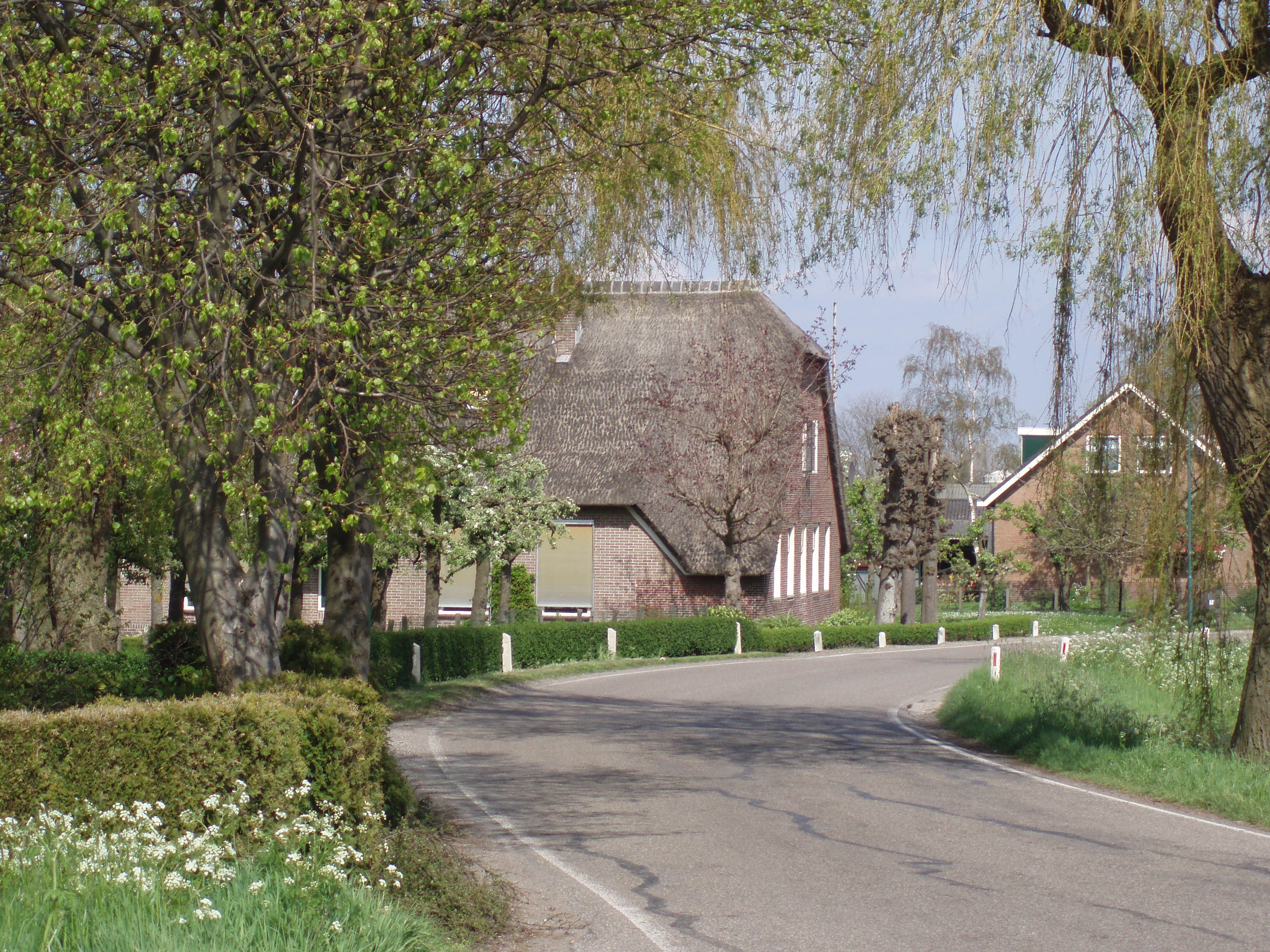
Uitweg in de lente

Dorpen: Benschop · Cabauw · Jaarsveld · Lopik · Lopikerkapel · Polsbroek · Uitweg · Willige Langerak

Buurtschappen: Graaf · Polsbroekerdam · Zevender

Utrecht · Plaatsen in de provincie      Nederland · Provincies · Gemeenten